# Martin Kamen
Martin David Kamen nació el 27 de agosto de 1913 en Toronto, Canadá. Era hijo de inmigrantes rusos, y creció en Chicago. Estudió química, estudios que realizó en la Universidad de Chicago, y obtuvo un PhD en Química-Física de la misma universidad en 1936.
Más tarde intentó trabajar en investigaciones de química y física nuclear bajo la dirección de Ernest Lawrence en el laboratorio de radiación de Berkeley, donde trabajó por seis meses.
El descubrimiento del carbono-14 ocurrió en Berkeley cuando Kamen y Sam Ruben bombardearon grafito en el ciclotrón (un acelerador de partículas circular que, mediante la aplicación combinada de un campo eléctrico oscilante y otro magnético consigue acelerar los iones haciéndolos girar en órbitas de radio y energía crecientes) con la esperanza de producir un isótopo radiactivo del carbono que se podría utilizar como trazalíneas para investigar las reacciones químicas de la fotosíntesis. Su experimento dio lugar a la producción del carbono-14.
El carbono-14 (14C, masa atómica=14.003241) es un radioisótopo sintético del carbono cuyo núcleo contiene 6 protones y 8 neutrones. Willard Libby determinó un valor para el periodo de semidesintegracion (o semivida) de este isótopo de 5568 años. Determinaciones posteriores en Cambridge produjeron un valor de 5730 años.
Debido a su presencia en todos los materiales orgánicos, el carbono-14 se emplea en la datación de especímenes orgánicos. El método de datación por radiocarbono es la técnica más fiable para conocer la edad de muestras orgánicas de menos de 60 000 años. Está basado en la ley de decaimiento exponencial de los isótopos radiactivos.
El isótopo carbono-14 (14C) es producido de forma continua en la atmósfera como consecuencia del bombardeo de átomos de nitrógeno por neutrones cósmicos. Este isótopo creado es inestable, por lo que espontáneamente se transmuta en nitrógeno-14 (14N). Estos procesos de generación-degradación de 14C se encuentran prácticamente equilibrados, de manera que el isótopo se encuentra homogéneamente mezclado con los átomos no radiactivos en el dióxido de carbono de la atmósfera y su concentración no varía.
El proceso de fotosíntesis incorpora el átomo de carbono-14 radiactivo en las plantas de manera que la proporción 14C/12C en éstas es similar a la atmosférica. Los animales incorporan, por ingestión, el carbono de las plantas. Ahora bien, tras la muerte de un organismo vivo no se incorporan nuevos átomos de 14C a los tejidos y la concentración del isótopo va decreciendo conforme va transformándose en 14N por decaimiento radiactivo.
Martin Kamen murió el 31 de agosto de 2002 a los 89 años.

## Libros
- Kamen, Martin D. Radiant Science, Dark Politics: A Memoir of the Nuclear Age, Foreword by Edwin M. McMillan, Berkeley: Universidad de California Press, 1985. ISBN 0-520-04929-2